# Ramphomicron
Ramphomicron – rodzaj ptaków z podrodziny paziaków (Lesbiinae) w rodzinie kolibrowatych (Trochilidae).

## Zasięg występowania
Rodzaj obejmuje gatunki występujące w Ameryce Południowej (Kolumbia, Wenezuela, Ekwador, Peru i Boliwia).

## Morfologia
Długość ciała 8–10 cm; masa ciała około 3,5 g.

## Systematyka

### Etymologia
Ramphomicron: gr. ῥαμφος rhamphos „dziób”; μικρον mikron „niewielki”.

### Podział systematyczny
Do rodzaju należą następujące gatunki:
- Ramphomicron dorsale Salvin & Godman, 1880 – kolcodziobek czarnogrzbiety
- Ramphomicron microrhynchum (Boissonneau, 1840) – kolcodziobek fioletowy